# کاخ پادشاهی آلکازار

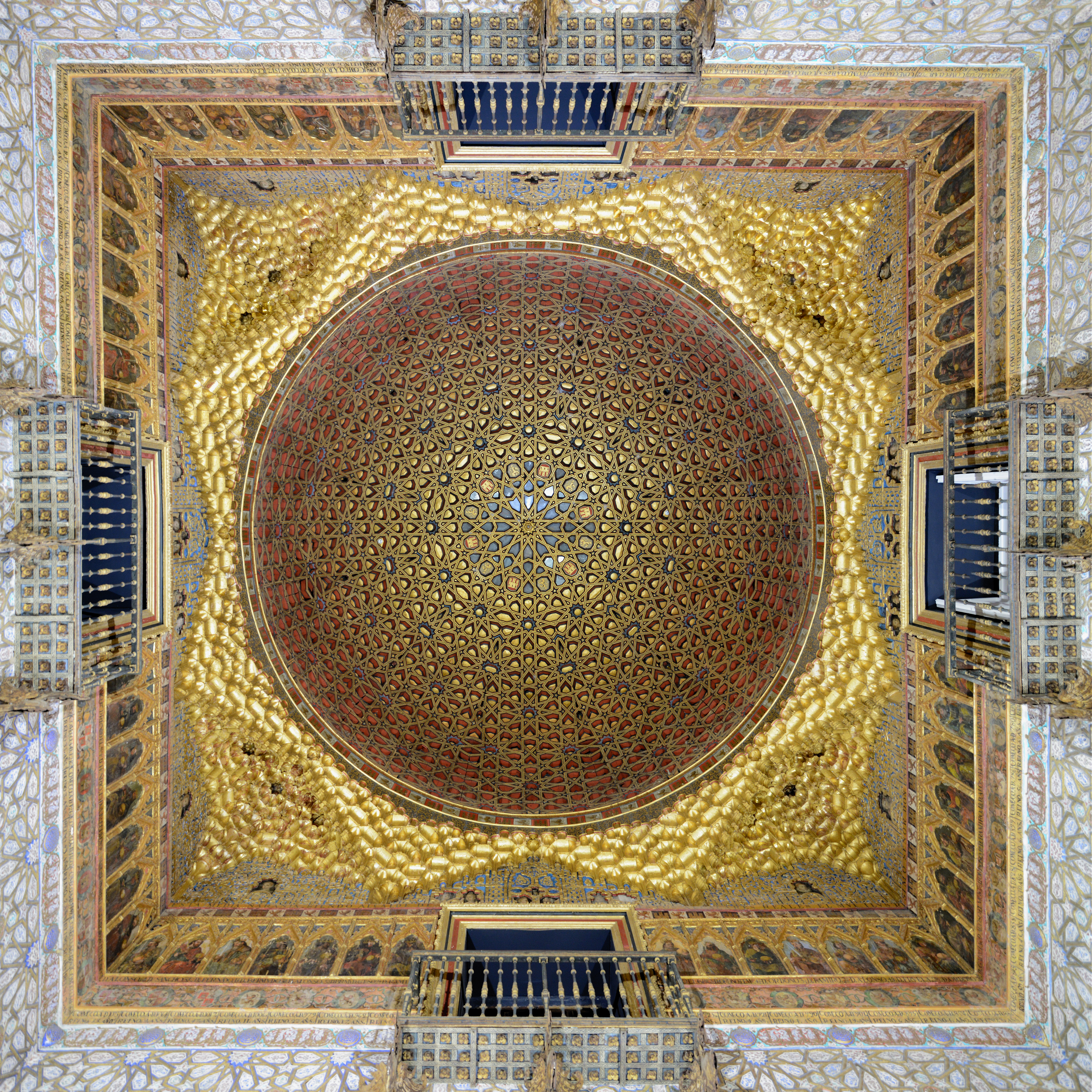
نگاره‌ای از سقف تالار سُفرا در کاخ پادشاهی آلکازار در سِویل، اسپانیا. از این کاخ به‌عنوان یکی از عالی‌ترین نمونه‌های معماری و هنر مودجار (en) یاد می‌شود.

کاخ پادشاهی آلکازار (اسپانیایی: Reales Alcázares de Sevilla‎) یک کاخ پادشاهی در سویل اسپانیاست که برای پدرو یکم کاستیل ساخته شده بود. پس از تسلط مسیحیان بر شهر سویل، این کاخ توسط مسیحیان کاستیل در مکانی که پیشتر قلعهٔ مسلمانان خاندان بنو عباد وجود داشت ساخته شد.